# Joseph Caillaux

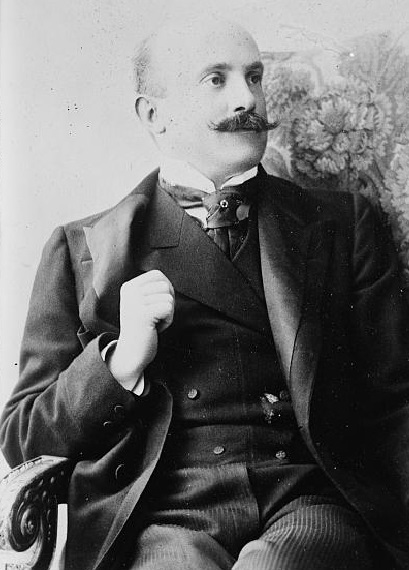
Joseph Caillaux

Joseph (Marie Auguste) Caillaux (* 30. März 1863 in Le Mans; † 21. November 1944 in Mamers) war ein französischer Staatsmann der Dritten Republik und von Juni 1911 bis Januar 1912 Premierminister. Er war früher Befürworter einer nationalen Einkommensteuer und wurde für seine Opposition gegen den Ersten Weltkrieg inhaftiert.

## Leben
Caillaux stammte aus einer Familie des Notabelnstands. Bereits sein Vater hatte zweimal Ministerposten innegehabt.
Nach einer Laufbahn auf der hohen Ebene der Finanzverwaltung ab 1888 wurde er 1898 ins Parlament gewählt und schließlich insgesamt siebenmal Finanzminister. Der anfangs liberale Politiker wandte sich nach der Dreyfus-Affäre zunehmend den Radikalen zu. Während der ersten Amtszeit von Georges Clemenceau von 1906 bis 1909 brachte Caillaux den ersten Entwurf für eine progressive Einkommensteuer ein, der aber am Senat scheiterte. Der Entwurf wurde erst in der ersten Amtszeit René Vivianis 1914 verabschiedet; er trat in der fünften Amtszeit Aristide Briands am 1. Januar 1916 in Kraft.
In seiner kurzen Amtszeit als Premierminister (1911/12) schloss er mit dem Deutschen Reich das Marokko-Kongo-Abkommen, das das französische Protektorat über Marokko besiegelte. Dies brachte ihm massive öffentliche Zweifel an seiner patriotischen Haltung ein. Nachdem sich ein Senatsausschuss ähnlich kritisch geäußert hatte, war er im Januar 1912 zum Rücktritt als Premier gezwungen. 1913/14 wurde er erneut Finanzminister. 1913 war er für kurze Zeit Vorsitzender der Radikalen Partei, die er mit einem entschiedenen Linkskurs führte. Dies drückte sich unter anderem in seiner strikten Opposition gegen die Verlängerung der Dienstzeit in der Armee auf 3 Jahre am Vorabend des Ersten Weltkrieges aus.
Gaston Calmette, der damalige Herausgeber des Le Figaro, drohte in einer Pressekampagne gegen Joseph Caillaux, Liebesbriefe von Caillaux' Frau Henriette an ihren Mann, der aber zum Zeitpunkt des Schreibens noch mit einer anderen Frau verheiratet war, zu veröffentlichen. Daraufhin erschoss Henriette Caillaux Calmette am 16. März 1914 in seiner Redaktion. Joseph Caillaux trat am nächsten Tag zurück, übernahm im darauffolgenden Prozess die Verteidigung seiner Frau und erreichte einen Freispruch.
Im Ersten Weltkrieg trat der mittlerweile entschieden nach links gerückte Caillaux für Verhandlungen und einen Friedensschluss mit dem Deutschen Reich ein. Dafür warf ihm Premierminister Georges Clemenceau 1917 vor, gemeinsame Sache mit Deutschland zu machen. Ein erst 1920 folgender Prozess verurteilte ihn für „Korrespondenz mit dem Feind“ zu drei Jahren Haft. Nach einer Amnestie 1925, die seine politische Reputation wiederherstellte, diente Caillaux noch dreimal als Finanzminister (1925, 1926 und 1935), konnte der Krise des Francs in dieser Zeit aber kaum etwas entgegensetzen. In dieser Eigenschaft schloss er 1926 mit dem britischen Schatzkanzler Winston Churchill ein Fundierungsabkommen über die Kriegsschulden, die die französische Regierung bis 1918 bei der britischen Regierung aufgenommen hatte. Zudem gehörte Caillaux 1925 bis 1940 dem Senat an, wo er als Vorsitzender des Finanzausschusses weiter erheblichen Einfluss auf die französische Haushaltspolitik entfaltete. 
1937 beteiligte sich Caillaux am Sturz der Volksfrontregierung Léon Blums und unterstützte die Verhandlungsversuche von Premierminister Édouard Daladier mit Nazideutschland 1938/39. Am 10. Juli 1940 stimmte er in der Nationalversammlung für die erweiterten Vollmachten für Marschall Pétain. Danach zog er sich aus der Politik zurück.